# 아인테무셴트

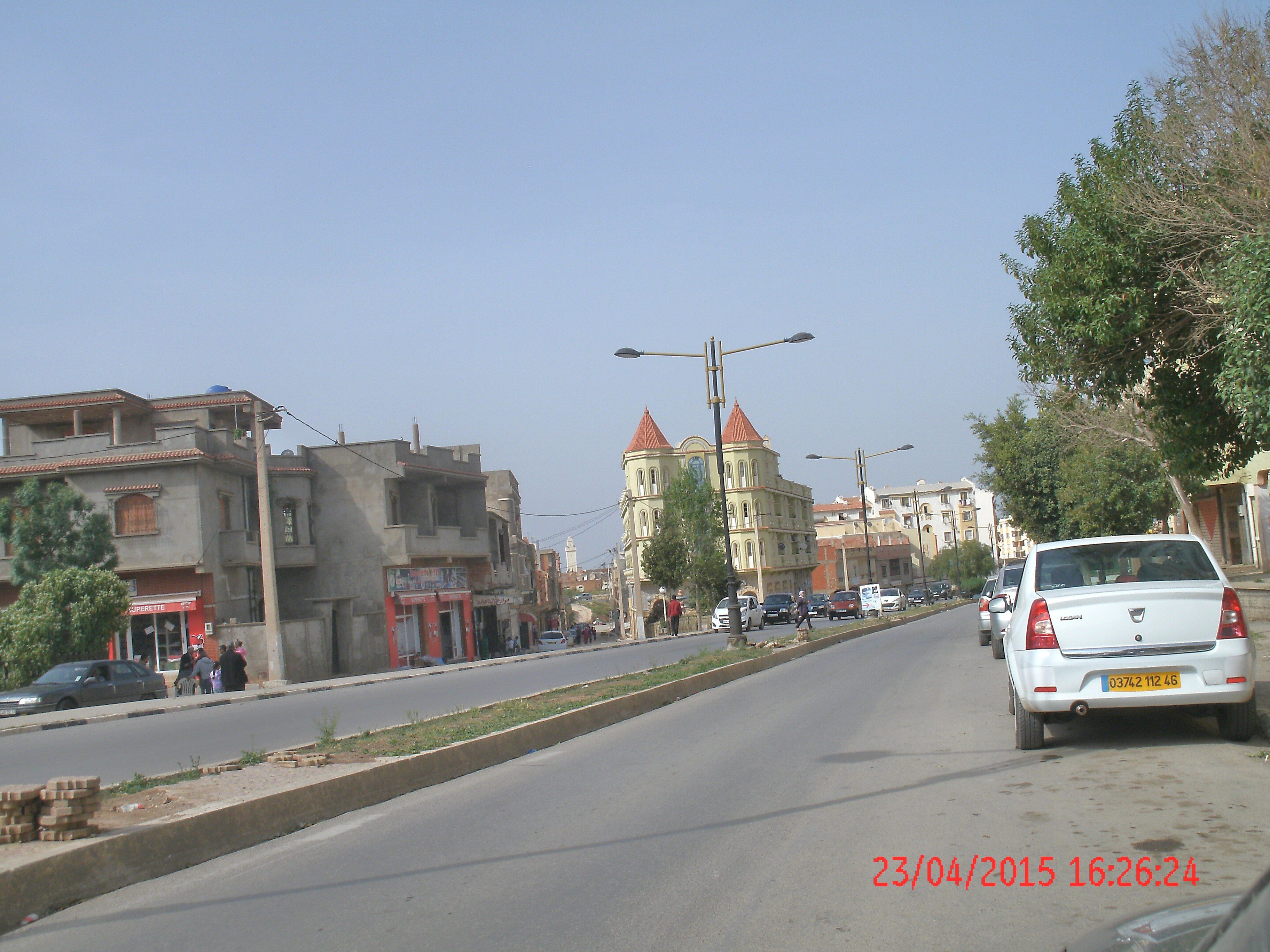

아인테무셴트(아랍어: عين تموشنت, 프랑스어: Aïn Témouchent)는 알제리의 도시로 아인테무셴트 주의 주도이며 면적은 78.93km2, 높이는 296m, 인구는 75,558명(2010년 기준), 인구 밀도는 960명/km2이다. 오랑에서 남서쪽으로 72km, 시디벨아베스에서 서쪽으로 63km 정도 떨어진 곳에 위치한다.

## 인구
| 연도            | 인구   | ±%      |
| --------------- | ------ | ------- |
| 1901            | 7,000  | —       |
| 1948            | 20,800 | +197.1% |
| 1954            | 25,200 | +21.2%  |
| 1966            | 30,500 | +21.0%  |
| 1977            | 29,800 | −2.3%   |
| 1987            | 47,500 | +59.4%  |
| 1998            | 55,200 | +16.2%  |
| 출처: Populstat |        |         |